# アポロフォビア
アポロフォビア ( 西：aporofobia）は、貧困や貧しい人々に対する否定的な態度・感情を意味する。古代ギリシア語の ἄπορος (áporos, 貧しい、困窮している)とφόβος (phobos, 憎悪、恐怖)に由来する。貧しい人々、基本的なニーズが満たされていない人々、無力な人々に対する嫌悪感と敵意である。
国際法の分野では、貧困に苦しむ人々に対するこうした差別を指すために"povertyism"という語も使用されている。
アポロフォビアという概念は、外国人への拒絶のみを指す外国人嫌悪や、民族集団への差別を指す人種差別との区別のために、1990年代に哲学者アデラ・コルティナ（バレンシア大学倫理学・政治哲学教授）によって提唱された。外国人嫌悪や人種差別との違いは、移民や他の民族集団に属する人が資産、経済力や、社会・メディアとの関連性を有していた場合、社会的に差別や疎外がなされない点である。
コルティナは、排除の本質は人種、民族、外国人ではなく、貧困にあるとする。すなわち、排除された人々の共通点は必ずしも出身地や身体的特徴ではなく、むしろ社会階級や経済的有用性にあるという見解である。コルティナによれば、サッカーチームを買収したり巨額の資金を提供する東洋人、試合で重要な役割を果たすサッカー選手、フラメンコで活躍するジプシー、自動車工場やレジャー施設を設立する外国投資家など、GDPを押し上げる外国からの貢献者は嫌悪される存在として見なされていない。
コルティナによれば、貧困とは、生きていくために必要な手段の欠如、ならびに自由や価値ある人生計画の実現が阻まれる状態を指す。そして、資源がないために社会から排除され、「何も提供できない」と見なされる人々がアポロフォビアの犠牲者となり、使い捨て可能な存在とされていると述べている。